# Mukden-episoden
Mukden-Episoden var et sprængstof-angreb udført af japanske officerer den 18. september 1931 i Manchuriet. Det anses for at være optakten til Krisen om Manchuriet mellem Japan og Kina.

## Baggrund
Japan interesserede sig, efter at det i den 1. kinesisk-japanske krig (1894-1895) havde opnået Korea som interessessfære, for det råstofrige Manchuriet. Det var imidlertid til år 1900 besat af Rusland. Som følge heraf kom det til stadig større spændinger mellem Rusland og Japan, som efter, at den japanske ambassadør i 1903 havde forlangt, at de russiske tropper skulle trækkes tilbage fra Manchuriet og Japans interesser i Korea anerkendes, førte til den Russisk-japanske krig i 1904. Japan vandt krigen i 1905 og Rusland måtte tilbagelevere Manchuriet til Kina.
Japan sikrede sig dog stor indflydelse i området og byggede den Sydmanchuriske jernbane, hvormed der bragtes råstoffer fra Manchuriet til Korea og videre til Japan. Til beskyttelse af jernbanen stationerede Japan Guandong-armeen i Manchuriet.
Allerede den 4. juni 1928 gennemførte ekspansionistiske japanske officerer et sprængstofsattentat og dræbte den kinesiske magthaver i Manchuriet, marskal Zhang Zuo-lin. Officererne havde håbet at der ville udbryde kaos i Manchuriet og have fået Japan til at gribe ind. Situationen forblev imidlertid rolig, og Zhang Zuolins efterfølger fik japansk støtte så længe han forsvarede Manchuriets autonomi mod Kuomintang. Den 29. december 1928 erklærede den manchuriske leder sin loyalitet til den nationalkinesiske regering.
Kineserne forsøgte at bekæmpe Japans økonomiske og politiske indflydelse gennem fri konkurrence. Således blev der bygget jernbaner parallelt med de japanske. I efteråret 1931 skærpedes spændingerne mellem Japan og Kina efter at en japansk spion var blevet myrdet og det kom til sammenstød mellem kinesere og koreanere, som efter Japans anneksion af Korea var blevet japanske statsborgere. Desuden var mange japanere overbevist om, at en yderligere ekspansion ville være en udvej fra Depressionen i 1930'erne.

## Forløb
Den 18. september 1931 omkring kl. 22 gennemførte to officerer fra Guandong-armeen et sprængstofsattentat mod den Sydmanchuriske jernbane ved byen Mukden (奉天). En af officererne var formentlig spionen og den senere leder af den 14. division i Guandong-armeen Doihara Kenji. Efter eksplosionen fulgte en ildkamp mellem japanerne og kinesere.
Kineserne blev gjort ansvarlige for angrebet og det tjente som anledning til at sende flere japanske soldater til Manchuriet. Uden at der var givet ordre til det fra Tokyo angreb de den kinesiske garnison i Mukden og erobrede byen.

## Konsekvenser og vurdering af episoden
Efter Mukden-episoden blev Manchuriet besat af japanerne, og i marts 1932 blev den japanske lydstat Manchukuo oprettet. I det japanske parlament så man kritisk på begivenhederne, men da nogle kritikere blev myrdet eller fik mundkurv på, kom det ikke til et parlamentarisk indgreb.
På opfordring fra Japan blev Lytton-kommissionen (opkaldt efter formanden Lord Victor Bulwer-Lytton) nedsat af Folkeforbundet for at undersøge episoden. Den skulle have fuld bevægelsesfrihed i Manchuriet, men kunne ikke give de japanske og kinesiske tropper ordrer. Kommissionens rapport medførte, at Japan trådte ud af Folkeforbundet.
Mukden-episoden dannede optakt til Japans militaristiske ekspansion, som førte til den 2. kinesisk-japanske krig og dermed 2. verdenskrig i Asien.
I Yasukuni helligdommen hævdes det stadig, at de kinesiske soldater var gerningsmændene.

## Modtagelse
Hergé tager episoden op i Tintin bogen Den Blå Lotus. I denne historie, som blev offentliggjort fra 9. august 1934 til 17. oktober 1935 i det belgiske tidsskrift Le Petit Vingtième sprænger japanske agenter et jernbanespor og kaster skylden på 'kinesiske banditter'. Japan marcherer derefter ind i Manchuriet 'for at beskytte det kinesiske folk'.
Den blå lotus indeholder et klart anti-imperialistisk budskab og stod dermed i et modsætningsforhold til den fremherskende mening i Vesten. Han fik derfor skarp kritik fra forskellig side, og det udløste japanske protester til det belgiske udenrigsministerium.
På grund af Hergés holdning i Den blå lotus blev han i 1939 indbudt af Song Meiling, Chiang Kai-sheks hustru, til at besøge Republikken Kina. Rejsen kunne imidlertid ikke gennemføres på grund af den forestående krig.